# Lago Lucrino

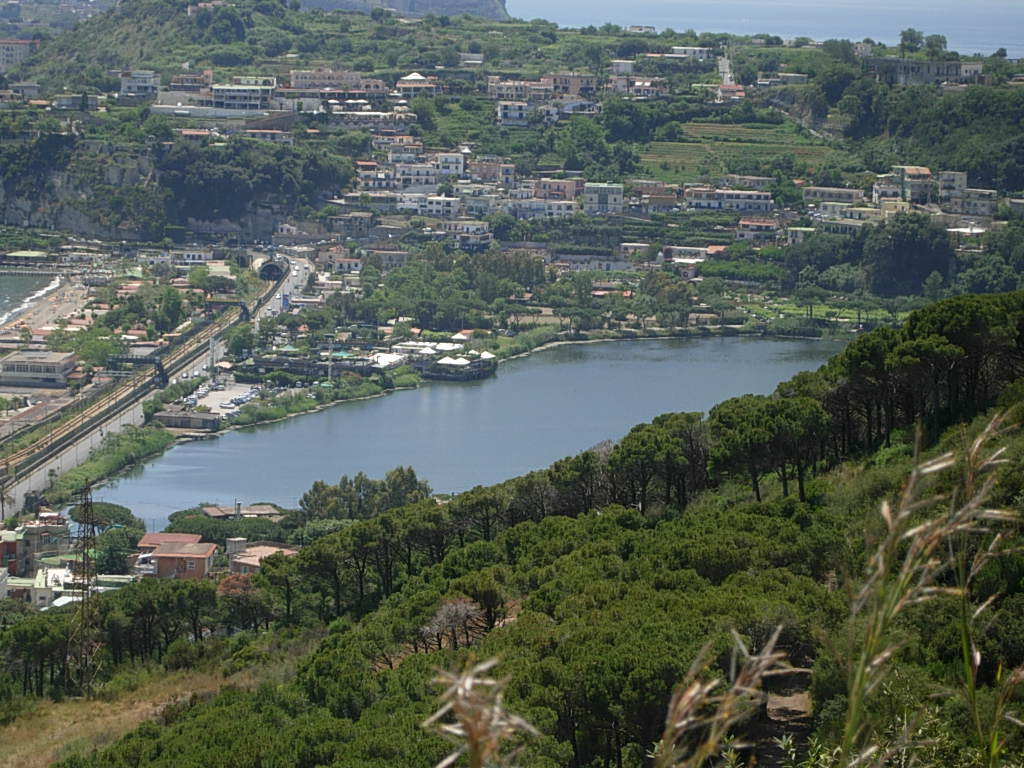
El lago actualmente, visto al suroeste del Monte Nuovo; las ola que quiebran en el golfo de Pozzuoli se observan a la izquierda y el lago del Averno se sitúa en la esquina superior derecha.

El lago Lucrino o Lucrinus Lacus (en italiano: Lago di Lucrino) es un lago de la región de Campania, al suroeste de Italia, a unos tres kilómetros al sur del lago del Averno.

## Historia
El lago se encuentra separado del mar (el golfo de Pozzuoli) por una franja de terreno estrecha por la que pasa la Vía Hercúlea y una vía de ferrocarril. La vía pasa por un terraplén, cuya construcción, según la tradición trasmitida por Estrabón, se atribuía al héroe mitológico Heracles. Esta banda de tierra fue reforzada con un rompeolas «dónde el mar con ira rompe, pero retrocede con el rugido que resuena». Posteriormente fue abierto al mar por Marco Vipsanio Agripa, para poder hacer un puerto en el lago Lucrino, al que llamó Portus Iulius que, a su vez, unió al lago del Averno con un canal, según explica Virgilio en sus Geórgicas.
Actualmente, el tamaño del lago Lucrino, también conocido como maricello (marecito), es mucho más reducido debido al crecimiento del cono volcánico del Monte Nuovo en 1538. La longitud del antiguo dique que separaba el lago del mar, de un kilómetro y medio de longitud, puede ser recorrido por submarinistas. La profundidad máxima es de cinco metros.
En la época romana la industria pesquera fue importante, destacando sus criaderos de ostras, cuya fundación se atribuye a Sergio Orata, hacia el año 100 a. C. Actualmente, sus ostras siguen teniendo una gran fama.
También se convirtió en un lugar para escapadas de placer desde Baiae, y su orilla fue cubierta por villas romanas, de las que la más famosa es la villa Cumanum, del senador romano Marco Tulio Cicerón, la cual se situaba en la orilla este, siendo además la sede de su «Academia». Los restos de esta villa, junto con el pueblo de Tripergola, desparecieron bajo el mar en 1538. En el año 59, según Tácito, Agripina la Menor continuó viviendo en su villa a orillas del lago después de que su hijo, el emperador Nerón, intentara ahogarla haciendo que la embarcación donde navegaba naufragara; pero ella consiguió alcanzar a nado a un barco que la trasladó a la orilla.
Hoy en día Lucrino es una frazione de la comune de Pozzuoli.